# Bazzano
Bazzano (emilián nyelven Bażàn) település Olaszországban, Emilia-Romagna régióban, Bologna megyében.  Bazzano Castelfranco Emilia, Crespellano, Monteveglio, San Cesario sul Panaro és Savignano sul Panaro községekkel határos.

## Népesség
A település népességének változása: